# Uvalde megye
Uvalde megye az Amerikai Egyesült Államokban, azon belül Texas államban található. Megyeszékhelye és legnagyobb városa Uvalde. Lakosainak száma 24 564 fő (2020. április 1.). Uvalde megye Bandera, Real, Medina, Frio, Zavala, Maverick, Kinney és Edwards megyékkel határos.

## Népesség
A megye népességének változása:
| Lakosok száma | 26 453 | 26 560 | 26 726 | 26 926 | 27 245 | 24 564 |
|               | 2010   | 2011   | 2012   | 2013   | 2015   | 2020   |